# 三一 (特拉華州)
三一（英語：Trinity）是位於美國特拉華州蘇塞克斯縣的一個非建制地區。該地的面積和人口皆未知。

## 地理
三一的座標為38°37′28″N 75°11′12″W / 38.62444°N 75.18667°W，而該地的平均海拔高度為6米（即20英尺）。